# Hüpferlinge
Die Hüpferlinge (Cyclops) sind eine Gattung der Ruderfußkrebse (Copepoda). Ihr wissenschaftlicher Name leitet sich von den Kyklopen (Zyklopen) ab, einäugigen Sagengestalten aus der griechischen Mythologie, denn auch Hüpferlinge haben nur ein einziges Auge, das in der Mitte liegende (mediane) Naupliusauge.

## Merkmale

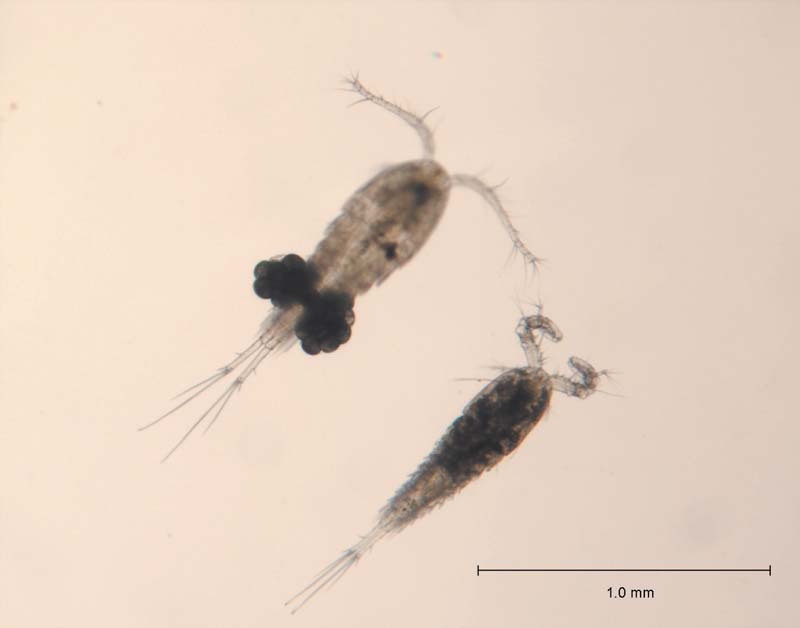
Cyclops bicuspidatus, Weibchen (oben) und Männchen

Die Hüpferlinge werden 0,5–1 mm lang. Sie gliedern sich deutlich in zwei Körperabschnitte. Das breit ovale Vorderteil setzt sich aus dem Kopf und den ersten fünf Brustsegmenten zusammen. Das Hinterteil ist deutlich schlanker. Es besteht aus dem schmalen sechsten Brust- und vier beinlosen Hinterleibssegmenten und trägt am Ende zwei Hinterleibsanhänge. Die langen ersten Antennen sind bei den kleineren Männchen zu Greiforganen umgebildet, mit denen die Weibchen bei der Paarung festgehalten werden. Die Weibchen heften ihre Eier nach dem Ablegen in zwei Säckchen am Körper fest.

## Lebensweise

### Fortbewegung
Der Trivialname „Hüpferling“ ist auf die Fortbewegungsweise der Tiere zurückzuführen. Die ersten Antennen schlagen ruckartig nach hinten und lassen das Tier durch den Rückstoß nach vorne schnellen. Dann gleitet es wieder etwas zurück, um wieder nach vorne zu „hüpfen“.

### Nahrung
Die Hüpferlinge leben von kleinen Pflanzenteilen, Tierchen oder Aas. Sie dienen auch selbst als Nahrung für Fischbrut und räuberische Insekten.

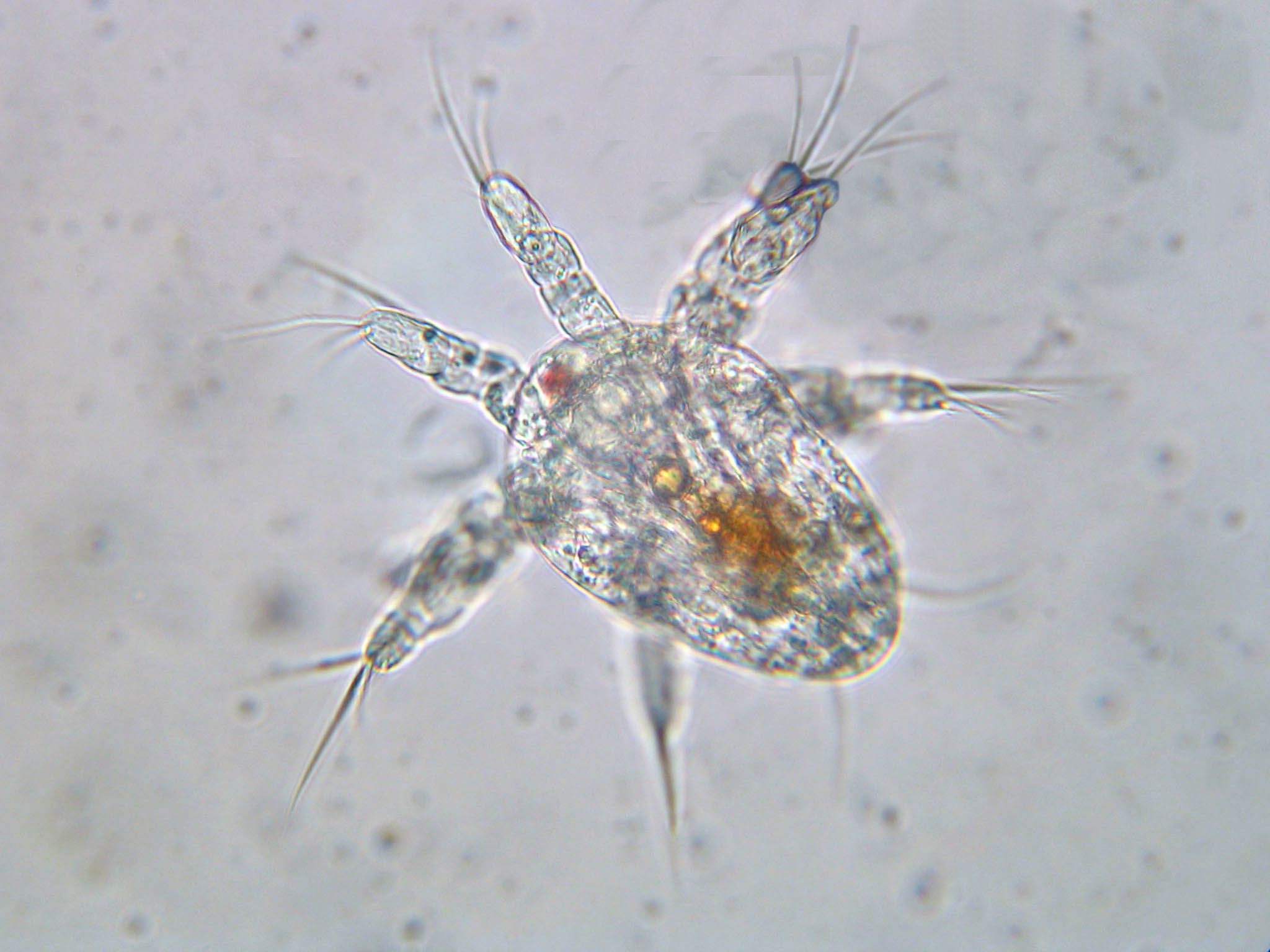
Nauplius (Larvenstadium)

## Vorkommen
Die Hüpferlinge kommen weltweit im Süßwasser, seltener im Brackwasser vor.
Sie leben in den Uferzonen pflanzenreicher stehender und schwach fließender Gewässer. 
In den stehenden Gewässern Mitteleuropas sind ca. 20 Arten vertreten. In ganz Europa kommen über 100, weltweit über 400 Arten vor.

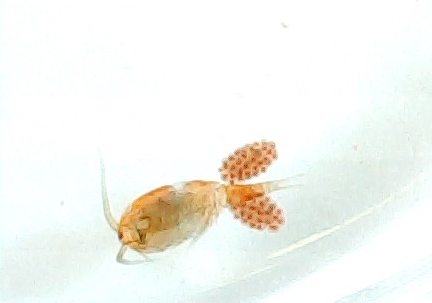
Hüpferling aus einem Dorfteich in Norddeutschland

Ungünstige Lebensbedingungen können sie in einem Schleimmantel überstehen, welcher von besonderen Hautdrüsen gebildet wird. Diese Zystenbildung ermöglicht das Besiedeln kleinerer Gewässer, die von regelmäßiger Austrocknung betroffen sind. Sogar in Fahrspuren und Baumlöchern kommen einige Hüpferlinge vor.
Auch kommen diese kleinen Tierchen in Aquarien vor. Sie werden meist mit Pflanzen eingeschleppt.

## Epidemiologische Bedeutung
Hüpferlinge spielen in den Verbreitungsregionen des Medinawurms als Wirte für dessen Larven die entscheidende Rolle bei dessen Verbreitung und dem Entstehen der Drakunkulose beim Menschen, aber auch bei anderen Säugetieren, vor allem dem Haushund. Die wichtigste vorbeugende Maßnahme besteht im Filtern des Trinkwassers.